# The Wild, the Innocent & the E Street Shuffle
The Wild, the Innocent & the E Street Shuffle je drugi album Brucea Springsteena i tada još neimenovanog E Street Banda, a na All Music Guideu opisan kao Jedan od najvećih albuma u povijesti rock and rolla. Objavljen je 1973. Među pjesmama se nalazi i "Rosalita" koju je sastav najčešće koristio za kraj koncerta tijekom prvih deset godina karijere.
Kao što je to slučaj i s njegovim prvim albumom, kritika ga je dobro primila, ali nije polučio značajniji komercijalni uspjeh. No, jednom kad je Springsteen stekao slavu s Born to Run, nekoliko pjesama s ovog albuma postalo je popularno na radiju te na koncertima.
2003. ga je Rolling Stone uvrstio na 132. mjesto 500 najboljih albuma u povijesti.

## Popis pjesama
Tekstovi i glazba: Bruce Springsteen. 
| 1.    | »The E Street Shuffle«             | 4:31 |
| 2.    | »4th of July, Asbury Park (Sandy)« | 5:36 |
| 3.    | »Kitty's Back«                     | 7:09 |
| 4.    | »Wild Billy's Circus Story«        | 4:47 |
| 5.    | »Incident on 57th Street«          | 7:45 |
| 6.    | »Rosalita (Come Out Tonight)«      | 7:04 |
| 7.    | »New York City Serenade«           | 9:55 |
| 46:47 |                                    |      |

## Popis izvođača

### E Street Band
- Clarence Clemons – saksofon, vokali
- Danny Federici – čembalo, klavijature, orgulje na "Kitty's Back", drugi klavir na "Incident on 57th Street", vokali
- Vini "Mad Dog" Lopez – bubnjevi na  "The E Street Shuffle", vokali
- David Sancious –  clavinet, električni klavir, klavijature, solo na orguljama na  "Kitty's Back", klavir, soprano saksofon na  "The E Street Shuffle", gudački aranžman na "New York City Serenade"
- Bruce Springsteen – gitara, harmonika, bas, mandolina, marake, vokali
- Garry Tallent – bas, rog, tuba, vokali

### Ostali glazbenici
- Richard Blackwell – konge, perkusije
- Suki Lahav - zborni vokali na "4th of July, Asbury Park (Sandy)" i "Incident on 57th Street" (nepotpisan)
- Albee Tellone – bariton saksofon na "The E Street Shuffle"

### Produkcija
- Teresa Alfieri – dizajn
- John Berg – dizajn
- David Gahr – fotografija
- Louis Lahav – tehničar

## Vanjske poveznice
- Tekstovi s albuma i audio isječci  Arhivirana inačica izvorne stranice od 7. lipnja 2004. (Wayback Machine)